# MM-93
El MM-93 (Metro de Monterrey 1993) es uno de los seis modelos de trenes que circulan en el metro de Monterrey, los cuales operan desde el 30 de noviembre de 1994.
Traídos desde Zaragoza, España para la Línea 2, Construcciones y Auxiliar de Ferrocarriles suministró 22 unidades de tren articuladas al metro de Monterrey entre 1994 y 1995. Esta unidad eléctrica está formada por dos coches articulados que descansan sobre tres bogies, dos de ellos motores en sus zonas extremas y uno portante en la unión de ambos coches.
Fueron los primeros trenes en contar con aire acondicionado en Monterreyy también los primeros en contar con múltiples y novedosas características que para ese momento en Monterrey eran desconocidas, tales como letreros digitales, voceo pregrabado de anuncio de estaciones, interiores elegantes, claxon de silbato, tracción proporcionada por la empresa japonesa Mitsubishientre más.

## Parque vehícular
| Motriz | Situación actual | Notas |
| ------ | ---------------- | --- |
| M.0049 | En servicio      | |
| M.0050 | En servicio      | |
| M.0051 | En servicio      | |
| M.0052 | En servicio      | |
| M.0053 | Apartada         | |
| M.0054 | En servicio      | |
| M.0055 | En servicio      | |
| M.0056 | En servicio      | |
| M.0057 | En servicio      | |
| M.0058 | Baja             | |
| M.0059 | En servicio      | |
| M.0060 | En servicio      | |
| M.0061 | Apartada         | |
| M.0062 | En servicio      | |
| M.0063 | En servicio      | |
| M.0064 | En servicio      | |
| M.0065 | En servicio      | |
| M.0066 | Apartada         | |
| M.0067 | Apartada         | - Cuenta con vinil de programa Yo Viajo Aquí (marzo de 2018)                                              |
| M.0068 | Baja             | - Cuenta con tracción original Mitsubishi                                                                 |
| M.0069 | Baja             | - Cuenta con tracción original Mitsubishi - Incenciada derivado de un corto circuito (septiembre de 2021) |
| M.0070 | Baja             | - Cuenta con tracción original Mitsubishi - Primer tren de la serie en ser apartado (septiembre de 2019)  |